# Коврин
Ко́врин (бел. Коўрын) — деревня в составе Воротынского сельсовета Бобруйского района Могилёвской области Республики Беларусь.

## Население
- 1999 год — 246 человек
- 2010 год — 164 человека